# 다테 무네즈미
다테 무네즈미(일본어: 伊達宗純, 1636년 6월 8일 ~ 1708년 12월 2일)는 에도 시대 초기부터 중기까지의 다이묘이다. 이요 요시다 번(伊予吉田藩) 초대 번주를 지냈다. 우와지마번주 다테 히데무네의 5남으로 태어났다. 정실은 사카이 다다카쓰의 딸이다.
| 전임 (다테 히데무네) | 제1대 이요 다테 분가(요시다 번주가) 당주 1657년 ~ 1691년 | 후임 다테 무네야스 |

|  | 제1대 이요 요시다 번 번주 1657년 ~ 1691년 | 후임 다테 무네야스 |